# Truly, Madly, Deeply (film)
Truly, Madly, Deeply is een Britse dramafilm uit 1990 onder regie van Anthony Minghella. De hoofdrollen worden vertolkt door Juliet Stevenson en Alan Rickman. 

## Verhaal
Een vrouw die onpeilbaar verdriet heeft over de dood van haar partner krijgt een nieuwe kans wanneer hij als geest terugkeert naar de aarde.

## Rolverdeling
| Acteur           | Personage |
| ---------------- | --------- |
| Juliet Stevenson | Nina      |
| Alan Rickman     | Jamie     |
| Jenny Howe       | Burge     |
| Bill Paterson    | Sandy     |

## Productie
De film werd gemaakt door de filmdivisie van de BBC.

## Release en ontvangst
Truly, Madly, Deeply ging op 10 november 1990 in première op het Filmfestival van Londen. De film kreeg overwegend positieve kritieken van de filmcritici, met een score van 76% op Rotten Tomatoes, gebaseerd op 38 beoordelingen.

## Prijzen en nominaties
De belangrijkste:
| Jaar | Prijs             | Categorie                | Genomineerde(n)   | Uitslag     |
| ---- | ----------------- | ------------------------ | ----------------- | ----------- |
| 1992 | BAFTA Film Awards | Beste acteur             | Alan Rickman      | Genomineerd |
| 1992 | BAFTA Film Awards | Beste actrice            | Juliet Stevenson  | Genomineerd |
| 1992 | BAFTA Film Awards | Beste origineel scenario | Anthony Minghella | Gewonnen    |